# Клепиков, Юрий Николаевич (игрок в мини-футбол)
Юрий Николаевич Кле́пиков (род. 28 февраля 1986, Свердловск) — российский игрок в мини-футбол. Играл в Суперлиге. Защитник екатеринбургского клуба «ЗиК».

## Биография
Родился 28 февраля 1986 года в городе Свердловске.
Воспитанник екатеринбургского футбола. В 2009 году выступал в Суперлиге за мини-футбольный клуб «Новая генерация» (Сыктывкар). Также выступал за мини-футбольный клуб «Синара-ВИЗ-Дубль» (Екатеринбург), «Синтур» (Челябинск), «Арсенал» (Пермь). В 2011 году был игроком мини-футбольного клуба «Арбитраж» (Курган), за курганский клуб провел 11 игр и забил 6 голов.
24 сентября 2013 — 8 октября 2014 — нападающий «ИрАэро» (Иркутск).
8 октября 2014 — 26 октября 2015 — играл за «РН-Юганскнефтегаз» (Нефтеюганск).
27 октября 2015 — 18 ноября 2016 — защитник «ДЮСШ-Ямал» (Новый Уренгой).
С 22 ноября 2016 — защитник «ЗиК» (Екатеринбург).

## Достижения
- Обладатель «Кубка Августа»: 2011